# Royal Military Academy Sandhurst

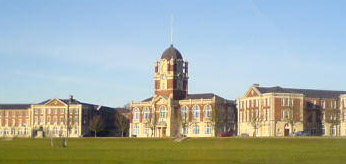
Sandhurst

Royal Military Academy Sandhurst är den brittiska arméns militärhögskola, belägen i Sandhurst i Berkshire. Alla officerare i den brittiska armén, och från många andra platser i världen, får sin utbildning vid Sandhurst.

## Historia
Grundades som Royal Military College i Great Marlow 1801, flyttades till Sandhurst 1812, stängdes 1939, men fungerade som träningscentrum för kadetter under andra världskriget, och slogs efter kriget samman med Royal Military Academy i Woolwich, grundad 1741, till The Royal Military Academy Sandhurst som öppnades 1947.

## Utbildningsprogram
Utbildningen vid RMA Sandhurst sker på fyra olika program: yrkesofficersprogrammet, reservofficersprogrammet, programmet för officerare med särskild kompetens, och programmet för långvägare (befordrade underofficerare).
| Program                                                                | Antagningsvillkor | Utbildningstid | Utbildningsmål |
| ---------------------------------------------------------------------- | --- | -------------- | --- |
| Yrkesofficer Commissioning Course                                      | 90 % av kadetterna har en civil akademisk examen på grundnivå; övriga lägst studentexamen.                                                     | 44 veckor      | Grundläggande militär- och officersutbildning och utnämning till fänrik.                                                      |
| Reservofficer Reserve Officer Course                                   | Innan kursen har kadetterna gått igenom tre moduler om sammanlagt 6 veckor genom ett reservförband eller en University Officer Training Corps. | 2 veckor       | Grundutbildning till officer och utnämning till fänrik.                                                                       |
| Officer med särskild kompetens Professionally Qualified Officer Course | Yrkesexamen som läkare, veterinär, jurist, tandläkare, sjuksköterska, sjukgymnast eller teolog.                                                | 8 veckor       | Grundläggande militär- och officersutbildning. Deltagarna är redan utnämnda till kaptener eller löjtnanter när kursen börjar. |
| Officerkurs för långvägare Late Entry Officers Course                  | Före detta underofficerare som innan kursen är utnämnda till kaptener eller löjtnanter.                                                        | 4 veckor       | Grundläggande utbildning till officer.                                                                                        |
| Källa:                                                                 | |                | |

1. ↑  Årligen blir ca 50 f.d. uoff befordrade till officerare.[3]